# Dionijs Burger
Dionijs Burger (ook Dionysius Burger en in het Engels Dionys Burger, Amsterdam, 10 juli 1892 - Harmelen, 19 april 1987) was een Nederlandse wis- en natuurkundige en schrijver van onder meer de sciencefictionroman Bolland. Burger studeerde wis- en natuurkunde te Amsterdam en promoveerde in 1928 aan de Universiteit Utrecht in de natuurkunde op het proefschrift Onderzoekingen in het spectrum van helium bij professor Leonard Salomon Ornstein. Hij was natuurkundeleraar te Rotterdam, wetenschapshistoricus en -popularisator,  en actief lid van de vereniging voor wetenschapsgeschiedenis GeWiNa.

## Bolland / Sphereland
Burger werd in bredere kring bekend als schrijver van de sciencefiction roman Bolland, een vervolg op de roman Flatland van "A Square" (pseudoniem van Edwin Abbott Abbott). Bolland gaat dieper in op de sociale en wiskundige achtergrond van Flatland en werd in de Engelse vertaling Sphereland internationaal bekend. Vaak wordt Sphereland in een band met Flatland uitgegeven. De verteller in Bolland is een zeshoek die problemen ondervindt als de som van de hoeken in een driehoek geen 180° blijkt te zijn, zoals wel in een plat vlak het geval is.

## Publicaties[3]
- Onderzoekingen in het spectrum van helium, Purmerend, J. Muusses, 1928 (Proefschrift Universiteit Utrecht).
- Over boekillustratie van fantastische reisverhalen, Gent : Vyncke, 1933.
- Het boek der toekomst, Gent : Vyncke, 1935.
- De vermeende ontdekking van niet-bestaande planeten en planeetmanen, [S.l. : s.n.], [1936]
- De uitvinding der photographie en haar invloed op de sterrekunde, [S.l. : s.n.] ; [Groningen etc.], [1939]
- De opkomst van het photografisch portret, [S.l.], 1939.
- De uitvinding der photografie en haar intrede in Nederland, [S.l.], 1939.
- Op zoek naar de waarheid : problemen van het menselijk denken, Zutphen : Thieme, [1942]
- Heeft Archimedes de brandspiegels uitgevonden?, [S.l.] : [s.n.], 1947.
- Gedenkboekje bij het 35-jarig bestaan van het Genootschap voor Geschiedenis der Geneeskunde, Wiskunde en Natuurwetenschappen, gevestigd te Leiden. Samengesteld door ... Dionijs BURGER, Leeraar te Rotterdam.; Genootschap voor Geschiedenis der Geneeskunde, Wiskunde en Natuurwetenschappen, Amsterdam, 1948.
- Technische voorspellingen uit vroegere tijd, Amsterdam : Stichting IVIO, 1954. Serie: AO-reeks, 521.
- (Dionysius Burger:) Christiaan Huygens (Stichting IVIO, Amsterdam, 1956 [= AO-Reeks, nr. 641]).
- De strijd om de leegte : naar een steeds hoger vacuüm, Amsterdam : Stichting IVIO, 1962. Serie: AO-reeks, 940.
- Galileo Galilei : zijn leven en werken- zijn strijd, Zeist : De Haan etc., 1964.
- met F. Abelès: Briefly Noted, Physics Today, vol. 20 n5, 1967.
- De vreemde zeemeermin en andere verhalen, Baarn : Hollandia, 1977.

### Bolland
- Bolland : een roman van gekromde ruimten en uitdijend heelal: door een zeshoek met een kijkje in platland, een fantasie over de vierde dimensie door een vierkant., 's-Gravenhage : Blommendaal, tweede druk 1957.
- Silvestergespräche eines Sechsecks : ein phantastischer Roman von gekrümmten Räumen und dem sich ausdehnenden Weltall, Köln : Aulis-Verl. Deubner, 1963 en latere herdrukken
- met P J Boyle en Cornelie J Rheinboldt: Review of Sphereland, Mathematics Magazine, Sep., 1967, vol. 40, no. 4, p. 219-220
- met Edwin A Abbott: Flatlandija. Sferlandija, Russische vertaling door Jurij A Danilov, Moskva : Izdat. Mir, 1976.
- Bolland., Veen, 1983.
- Sphereland : a fantasy about curved spaces and an expanding universe, New York : Barnes & Noble, 1983, ©1965 en latere herdrukken
- 多次元〓球面国 : ふくらんだ国のファンタジー/Tajigen kyūmenkoku : fukuranda kuni no fantajī, Japanse vertaling door Asako Ishizaki, 東京図書, Tōkyō : Tōkyōtosho, 1992.
- met Edwin Abbott Abbott en Isaac Asimov: Flatland : a romance of many dimensions, New York : HarperCollins, 1994.

## Naamgenoten
De naam Dionijs (Dionys) komt al ruim twee eeuwen in de familie Burger voor. Uit het familieboek Genealogie van de familie  Burger"  en aanvullend genealogisch en bibliografisch onderzoek is gebleken dat er ten minste 13 personen zijn die de naam Dionijs (Dionys) Burger dragen en die allemaal tot dezelfde familie behoren. Velen van hen hebben publicaties  of andere sporen  op velerlei gebieden achtergelaten, onder wie:
- 1. De oudste Dionijs Burger (ook bekend als Dionijs I ) was in 1772 de oprichter van een Rotterdamse rederij en kargadoorsfirma en is de "oudvader" (bet-bet-overgrootvader = 5e generatie vóórvader) van Dionijs nr.3.
- 2. De onderneming werd later door Dionijs I samen met zijn zoon Dionijs II voortgezet onder de naam D. Burger & Zoon; de huidige Koninklijke Burger Groep B.V. (KBG ) te Poortugaal is hiervan de voortzetting.
- 3.  Dr. Dionijs Burger (geb. te Amsterdam op 10 juli 1892; hierna ook "fysicus")  was de zoon van Dr. Combertus Pieter Burger (geb. te Gouda 1858) en Alida Baudina Suringar (geb. te Leiden 1863). Hij overleed te Harmelen op 19 april 1987 . Een van zijn vele publicaties is een bijdrage aan het familieboek waarin de relatie met de firma D.Burger & zoon wordt onderbouwd.
  - Dr. Combertus Pieter Burger (ook bekend als C.P. Burger Jr.), vader van Dionijs nr. 3, was classicus en jurist; hij was bibliothecaris van de Universiteitsbibliotheek te Amsterdam. Van 1912 tot 1931 was hij redacteur van het tijdschrift Het Boek. Er staan vele publicaties op zijn naam. Een bibliografie van zijn werken werd ca .1939 opgesteld door zijn genoemde zoon.
- 4. Dionijs (Dionys; ook Dionysius) Burger, Jr. (1820-1891), broer van Combertus Pieter, was classicus en filosoof, vertaler van de Ethica van Spinoza en rector van het gymnasium te Amersfoort
- 5. Dionijs Hu(i)bert Burger, indoloog
- 6. Dionijs Burger, bioloog
- 7. Dionijs Burger,  historicus